# Bahnstrecke Hörpolding–Traunreut
| Streckennummer (DB): | 5731                 |                               |                               |
| Kursbuchstrecke (DB): | 947                  |                               |                               |
| Streckenlänge: | 2,575 km             |                               |                               |
| Spurweite: | 1435 mm (Normalspur) |                               |                               |
| Streckenklasse: | D4                   |                               |                               |
| Minimaler Radius: | 180 m                |                               |                               |
| Streckengeschwindigkeit: | 50 km/h              |                               |                               |
| |                      |                               |                               |
| \| \| \| von Traunstein \| \| \| \| 0,000 \| Hörpolding \| 522 m \| \| \| \| Traun (37 m) \| \| \| \| 0,428 \| nach Garching \| nach Garching \| \| \| 0,515 \| Steiner Mühlbach (11 m) \| Steiner Mühlbach (11 m) \| \| \| 2,575 \| Traunreut \| 551 m \| \| \| \| Anschluss Heidenhain \| \| \| \| 4,000 \| Traunreut Bosch-Siemens (Bft) \| Traunreut Bosch-Siemens (Bft) \| \| \| \| Anschluss BSH Hausgeräte \| \| \| \| \| Anschluss Siteco \| \| \| \| \| \| \| \| \| \| \| \| \| Quellen: [1][2][3][4] \| \| \| \| |                      |                               |                               |
| Strecke |                      | von Traunstein                | von Traunstein                |
| Bahnhof | 0,000                | Hörpolding                    | 522 m                         |
| Brücke über Wasserlauf |                      | Traun (37 m)                  | Traun (37 m)                  |
| Abzweig nach links | 0,428                | nach Garching                 | nach Garching                 |
| Brücke über Wasserlauf | 0,515                | Steiner Mühlbach (11 m)       | Steiner Mühlbach (11 m)       |
| Bahnhof | 2,575                | Traunreut                     | 551 m                         |
| Abzweig geradeaus und nach links |                      | Anschluss Heidenhain          | Anschluss Heidenhain          |
| ehemaliger Dienststation / Betriebs- oder Güterbahnhof | 4,000                | Traunreut Bosch-Siemens (Bft) | Traunreut Bosch-Siemens (Bft) |
| Abzweig geradeaus und nach links |                      | Anschluss BSH Hausgeräte      | Anschluss BSH Hausgeräte      |
| Abzweig geradeaus und nach links |                      | Anschluss Siteco              | Anschluss Siteco              |
| |                      |                               |                               |
| |                      |                               |                               |
| Quellen: |                      |                               |                               |

Die Bahnstrecke Hörpolding–Traunreut ist eine Nebenbahn in Bayern. Sie zweigt in Hörpolding von der Bahnstrecke Traunstein–Garching ab und führt nach Traunreut. Betreiber der Streckeninfrastruktur ist die DB RegioNetz Infrastruktur GmbH im Zuge des RegioNetzes Südostbayernbahn.

## Geschichte

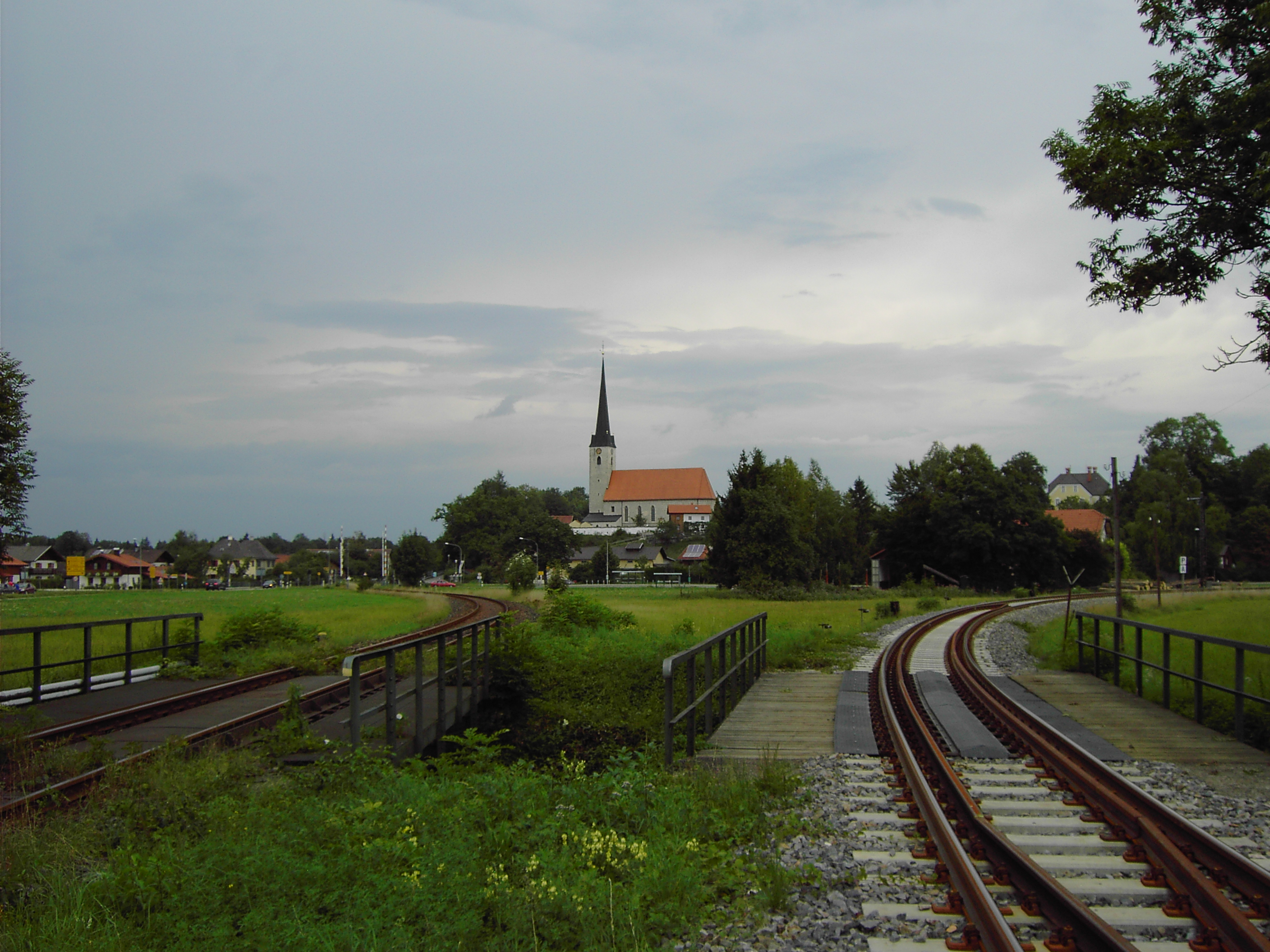
Trennung der Strecken am Bahnhof Hörpolding. Links führt das Gleis nach Garching, rechts nach Traunreut. (2008)

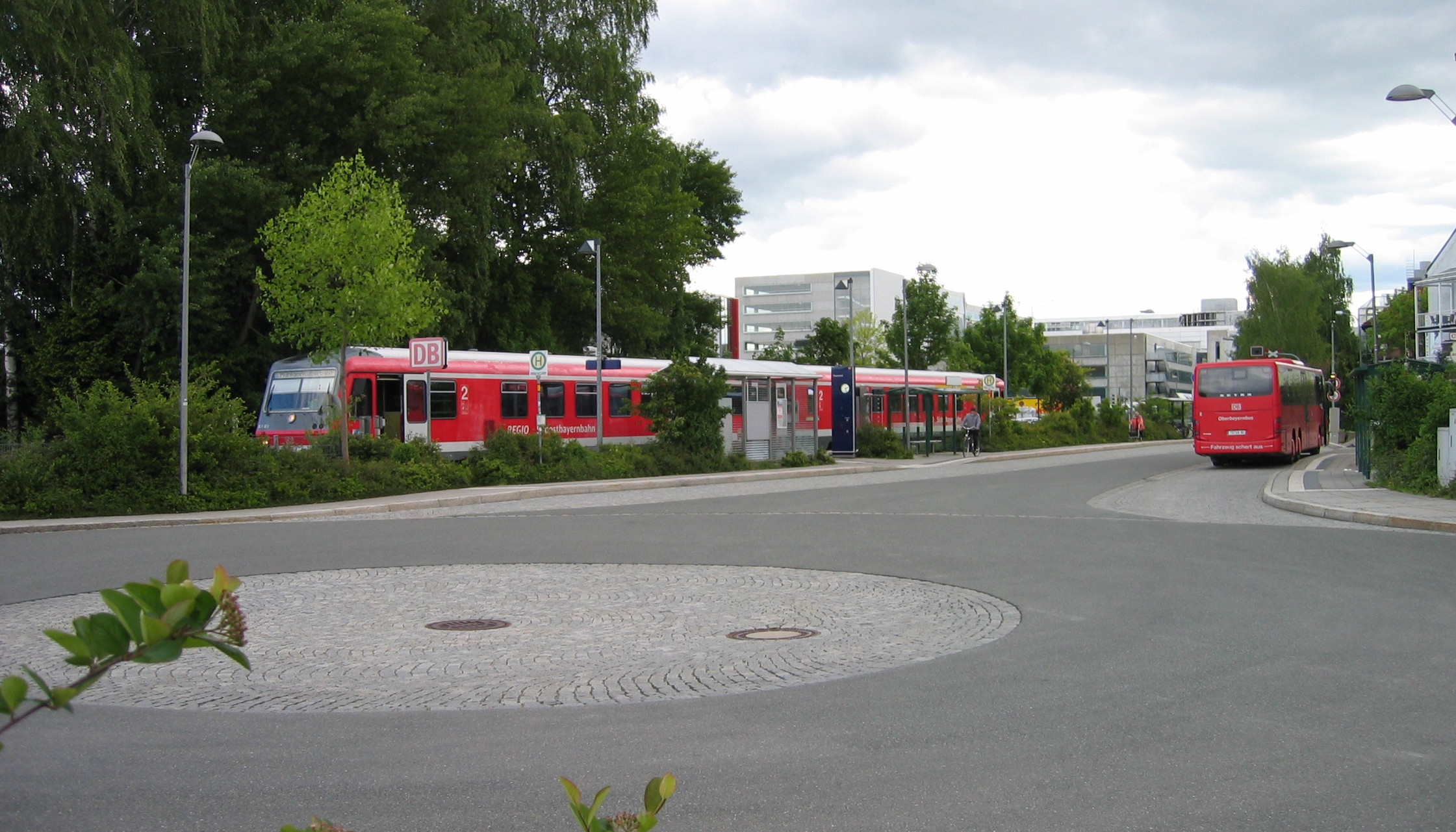
Bahnhof Traunreut (2014)

Die heutige Bahnstrecke Hörpolding–Traunreut geht auf die Anschlussbahn der Heeresmunitionsanstalt St. Georgen zurück, deren Bau 1938 in Vorbereitung des Zweiten Weltkrieges begonnen worden war. Die Munitionsfabrik und die dazugehörige Anschlussbahn gingen im Jahr 1942 in Betrieb.
Nach dem Krieg wurde das Areal der demontierten Munitionsfabrik als Unterkunft und Wohnraum für Vertriebene aus den deutschen Ostgebieten und der Tschechoslowakei genutzt, aus der die spätere Stadt Traunreut hervorging. In den verbliebenen Produktionshallen siedelten sich Werke der heutigen BSH Hausgeräte und Heidenhain an, die bis heute für ein stetes Verkehrsaufkommen im Güterverkehr sorgen.
Von 28. September 1952 bis 27. September 1963 verkehrten Personenzüge der Deutschen Bundesbahn auf der früheren Anschlussbahn, die in Hörpolding jeweils Anschluss an die Züge der Strecke Traunstein–Garching hatten. Danach fuhr erst am 21. Juli 2001 zum Stadtfest in Traunstein wieder ein Reisezug über die Strecke.
Im Zuge der Reaktivierung der Strecke Hörpolding – Traunreut verbinden seit dem Fahrplanwechsel vom 10. Dezember 2006 werktags 15 und sonntags 10 Züge pro Tag Traunreut mit Traunstein über Hörpolding. Vorher wurde die Strecke umfassend für 5 Millionen Euro modernisiert, u. a. erhielt der Bahnhof Traunreut einen barrierefreien Bahnsteig.
Seit dem Fahrplanwechsel im Dezember 2019 verkehren stündlich Züge von Traunstein nach Hörpolding, dann alternierend zweistündlich nach Traunreut und Garching. Zubringerbusse ermöglichen einen Stundentakt in der Relation Traunreut–Traunstein.